# 熊谷直平
熊谷 直平（くまがい なおひら）は、南北朝時代の武将。熊谷直宗の次男。安芸国新庄系熊谷氏の一門。伯父に一族と袂を分かって南朝方に与して矢野城で討死した熊谷蓮覚らがいる。通称は彦八。

## 略歴
建武の新政が崩壊し、南北朝時代が始まると、室町幕府内で権力闘争が顕著になった。足利尊氏と足利直義・直冬の仲も険悪となり、直義・直冬は南朝に降り、尊氏と争った。
正平5年/観応元年（1350年）に、直冬は直平に南朝へ協力するように要請した。正平6年/観応2年（1351年）2月、直平は安芸守護であった武田信武に従って北朝方として活動したが、5月には南朝方に鞍替えした。しかし、翌年には足利尊氏・義詮から恩賞を受け、常陸親王（当時、周防国の大内弘世の庇護を受けていた、後醍醐天皇の皇子・満良親王だと推定される）からも安芸国入野郷北方を与えられるなど、南北朝の形勢を伺いながら、巧みに所領を拡大していった。